# Polowanie na druhny
Polowanie na druhny (ang. Wedding Crashers) – amerykańska komedia romantyczna z 2005 roku w reżyserii Davida Dobkina. Główne role w filmie zagrali Owen Wilson i Vince Vaughn, na drugim planie towarzyszyli im Christopher Walken, Rachel McAdams i Isla Fisher.

## Fabuła
John Beckwith (Owen Wilson) i Jeremy Grey (Vince Vaughn), udając braci Ryan, przedsiębiorców z New Hampshire, wybierają się na wesele córki ministra skarbu i poznają druhny panny młodej, które okazują się jej siostrami. Dla Jeremy’ego Gloria Cleary jest kolejnym podbojem, ale John od pierwszego wejrzenia zostaje zauroczony zmysłową Claire. Kiedy Gloria zakochuje się w Jeremym, przekonuje ojca, aby John i Jeremy pojechali z nimi na rodzinny wypad po uroczystościach weselnych. To idealna okazja dla Johna, aby podbić serce Claire.

## Główne role
- Owen Wilson – John Beckwith
- Vince Vaughn – Jeremy Grey
- Christopher Walken – sekretarz Cleary
- Rachel McAdams – Claire Cleary
- Isla Fisher – Gloria Cleary
- Jane Seymour – Kathleen Cleary
- Ellen Albertini Dow – babcia Mary Cleary
- Keir O’Donnell – Todd Cleary
- Bradley Cooper – Sack Lodge
- Ron Canada – Randolph
- Henry Gibson – ksiądz O’Neil
- Dwight Yoakam – pan Kroeger
- Rebecca De Mornay – pani Kroeger